# Aleksandr Pavlovich Vinogradov
Alexander Pavlovich Vinogradov en ruso: Алекса́ндр Па́влович Виногра́дов (Petretsovo, Óblast de Yaroslavl, 21 de agosto de 1895 – Moscú, 16 de noviembre de 1975) fue un geoquímico soviético, miembro de la Academia de Ciencias de la URSS (1953), y Héroe del Trabajo Socialista (1949, 1975). Destacó como uno de los líderes del proyecto atómico soviético.

## Semblanza
Vinogradov nació en una familia de propietarios agrícolas que se trasladaban periódicamente a San Petersburgo en busca de oportunidades de negocio, hasta 1890, cuando se instalaron definitivamente en la ciudad. Alumno destacado, en 1924 se graduó en la Academia Médico-Militar S. M. Kírov, y en 1925 en la Facultad de Química de la Universidad de Leningrado. A partir de 1928 ejerció como profesor ayudante en el Laboratorio de Investigación Biogeoquímica de la Academia de Ciencias.
Posteriormente accedió al cargo de Director del Instituto Vernadsky de Geoquímica y Química Analítica, también dependiente de la Academia de Ciencias.
Contribuyó decisivamente al desarrollo del programa nuclear soviético (con la explosión el 29 de agosto de 1949 de la RDS-1, la primera bomba atómica de su país) siendo recompensado por este logro con el título de Héroe del Trabajo Socialista ese mismo año.
Las investigaciones del académico Vinogradov abarcaron desde la biogeoquímica hasta la cosmoquímica. Estudió los cambios en la composición química de los organismos en relación con su evolución, especialmente el contenido de elementos raros y dispersos en los organismos; introdujo el concepto de regiones geobioquímicas en la ciencia y describió las plantas y animales endémicos asociados. Además, desarrolló un método biogeoquímico de análisis de minerales.
En base a los estudios de isótopos, demostró que el oxígeno procedente de la fotosíntesis se forma a partir del agua y no del dióxido de carbono. En el campo de la geoquímica, llevó a cabo la idea de crear una teoría fisicoquímica de los procesos geológicos. Estudió la geoquímica de una serie de elementos, en particular, elementos raros en los suelos, y la composición de las rocas del cratón europeo oriental, determinando la composición promedio de las principales rocas de la Tierra. Propuso una hipótesis sobre el mecanismo universal de formación de la corteza planetaria basado en zona de fusión de los silicatos y desarrolló ideas acerca de la evolución geoquímica de la Tierra.
Redactor jefe del Atlas de Mapas Litológicos-Paleogeográficos de la Plataforma Rusa (años 1960 y 1961); de la posterior edición en cuatro volúmenes (1967 y 1968); y de una serie de libros de química analítica de los elementos simples.
Creó una nueva rama en la ciencia soviética, la geoquímica de isótopos, analizando el fraccionamiento en los procesos naturales de los isótopos de los elementos por efecto de la luz (oxígeno, azufre, carbono, potasio y plomo); hizo una valiosa contribución a la geoquímica oceánica y al estudio de la edad absoluta de la Tierra, así como al conocimiento del comportamiento isotópico de rocas de distintas regiones del planeta. También estudió la composición de los meteoritos, con sus diferentes formas de carbono y elementos gaseosos.
Dedicado al problema de la química de los planetas, gracias al programa de sondas espaciales soviéticas pudo determinar la composición de la atmósfera de Venus y trabajar sobre las muestras de suelo lunar traídas a la Tierra en 1970 por la nave Luna 16.
Por sus logros sobresalientes en la organización de la Ciencia Soviética fue galardonado en 1975 con la segunda "Medalla de Oro de la Hoz y el Martillo" de la Orden de Lenin.
En 1973 firmó un manifiesto publicado por el diario Pravda, en el que una serie de académicos condenaron el "comportamiento del físico Andréi Sájarov".
Murió en 1975, siendo enterrado en el Cementerio Novodévichi de Moscú.

## Eponimia
- El Mons Vinogradov, un macizo montañoso situado en la cara visible de la Luna, lleva este nombre en su memoria.[4]
- Así mismo, el gran cráter marciano Vinogradov conmemora su nombre.[5]